# Sloveniens geografi
Slovenien ligger i Centraleuropa og strækker sig fra Alperne i nord til Kroatien og Venedigbugten i syd. Fire vigtige europæiske geografiske regioner mødes i Slovenien: Alperne, Dinariske Alper, Pannoniske Slette, Karst-regionen, og i tillæg Middelhavet. Sloveniens højeste bjerg er Triglav (2864 m), og landets gennemsnitlige højde over havet er 557 meter. Cirka halvdelen af landet (10.124 km²) er dækket af skov, som gør Slovenien til Europas tredje mest skovdækkede land efter Finland og Sverige. Græssletter udgør 5593 km² af landet, og marker og haver 2471 km². I tillæg er der 363 km² med frugthaver og 216 km² med vingårde.
I nord domineres landskabet af Alperne, blandt andet bjergkæden Karawanken langs grænsen mod Østrig, mens det på den Pannoniske Slette mod grænsen til Ungarn og Kroatien i nord-nordøst er stort set fladt. Majoriteten af Sloveniens landskab er alligevel præget af åser og bjergrigt, med omkring 90 % af arealet placeret over 200 meter over havet. Sloveniens kystlinje mod Venedigbugten er omkring 47 km lang fra Italien til Kroatien. 
Begrebet Karst har sin oprindelse i Karstplateauet sydvest i Slovenien, en kalkstensregion med underjordiske floder, kløfter og grotter mellem Ljubljana og Venedigbugten.

## Klima
Selv om Slovenien har grænse mod Middelhavet, er klimaet i det meste af landet kontinentalt, som i Centraleuropa. Karst-landskabet hindrer stort set luften fra Middelhavet i at strømme ind i landet. Området har en god del sol, men det kan regne ganske kraftigt om vinteren. Når den kontinentale luft strømmer ind over landet er det ofte i form af boravinden, som kan give en vindhastighed over 40 m/s. De højereliggende områder i nord og vest har milde forhold om sommeren, men kan have ganske vinterlige forhold ved vintertid. Fra tidligt på sommeren begynder nærheden til Middelhavet at gøre sig gældende i form af kraftige tordenbyger. Fra september er det derimod sjældent med torden, men der kan stadig komme en regnbyge i ny og næ. Vintertemperaturene i de østlige dele af Slovenien er næsten som i Ungarn, men der er oftere mildere perioder i Slovenien.
Gennemsnitstemperaturen er -2 °C i januar og 21 °C i juli.[kilde mangler] Den årlige nedbør er i gennemsnit 1000 mm ved kysten, op til 3500 mm eller mere i Alperne, 800 mm i sydøst og 1400 mm centralt i Slovenien.

## Geografiske yderpunkter
- Nord: 46°52′36″N 16°13′59″Ø / 46.87667°N 16.23306°Ø, Šalovci kommune
- Syd: 45°25′19″N 15°10′0″Ø / 45.42194°N 15.16667°Ø, Črnomelj kommune
- Øst: 46°28′11″N 16°36′38″Ø / 46.46972°N 16.61056°Ø, Lendava kommune
- Vest: 46°17′53″N 13°22′32″Ø / 46.29806°N 13.37556°Ø, Kobarid kommune

Længste afstand nord-syd er 1°28' eller 163 km.

Længste afstand øst-vest 3°13' eller 248 km.